# 229 (szám)
A 229 (kétszázhuszonkilenc) a 228 és 230 között található természetes szám.

## A matematikában
229:
- Prímszám
- szekszi prím